# Neochelonia biati
Neochelonia biati là một loài bướm đêm thuộc phân họ Arctiinae, họ Erebidae.